# Institut für Hirnforschung und allgemeine Biologie
Das Institut für Hirnforschung und allgemeine Biologie, gelegentlich auch als Hirnforschungsinstitut Neustadt bezeichnet, war ein privates Forschungsinstitut, das von 1937 bis 1964 in Neustadt im Schwarzwald bestand.
Es wurde vom deutschen Neurologen Oskar Vogt und seiner Ehefrau Cécile Vogt gegründet, nachdem Oskar Vogt während der Zeit des Nationalsozialismus aufgrund seiner politischen Haltung 1937 aus seiner Funktion als Direktor des in Berlin-Buch bestehenden Kaiser-Wilhelm-Instituts für Hirnforschung in den Ruhestand versetzt worden war. Die Finanzierung des Instituts erfolgte aus dem eigenen Privatvermögen des Ehepaares Vogt sowie insbesondere über eine neu gegründete Deutsche Hirnforschungsgesellschaft durch Unterstützung der Familie Krupp, als deren Arzt Oskar Vogt fungierte. Die Forschungsarbeiten konzentrierten sich auf morphologische Untersuchungen zur Neurobiologie.
Nach dem Tod von Oskar und Cécile Vogt gelangten die Sammlungen und Unterlagen des Instituts an die Medizinische Akademie Düsseldorf, aus der 1965 die Universität Düsseldorf entstand. An dem Universitätsklinikum Düsseldorf besteht bis in die Gegenwart das Cécile und Oskar Vogt-Institut für Hirnforschung. Im ehemaligen Institutsgebäude in Neustadt im Schwarzwald entstand 1975 die Klinik Haus Vogt als Fachklinik für Psychiatrie, Psychotherapie und Psychosomatik. Deren Träger ist die Heidehof Stiftung.